# Shaun Evans (színművész)
Shaun Evans (Liverpool, 1980. március 6. –) brit színész.
Leginkább Endeavour Morse szerepéből ismert az Oxfordi gyilkosságok című bűnügyi drámasorozatban, melyben 2012 és 2023 között játszott.

## Élete és pályafutása
Liverpoolban született, északír származású családba. Apja taxisként, édesanyja kórházi dolgozóként dolgozott. Egy bátyja van, aki 11 hónappal idősebb nála.

## Filmográfia

### Film
| Év   | Magyar cím       | Eredeti cím                         | Szerep       | Magyar hang     |
| ---- | ---------------- | ----------------------------------- | ------------ | --------------- |
| 2003 |                  | The Boys and Girl from County Clare | Teddy        |                 |
| 2004 | Csodálatos Júlia | Being Julia                         | Tom Fennel   | Kaszás Attila   |
| 2006 | Visszajáró pénz  | Cashback                            | Sean Higgins | Markovics Tamás |
| 2006 | A helyzet        | The Situation                       | Wesley       | Dányi Krisztián |
| 2007 | Bele a semmibe   | Gone                                | Alex         | Lengyel Tamás   |
| 2007 | Dugámba dőltem   | Sparkle                             | Sam Sparkes  | Előd Álmos      |
| 2007 | A bűn hálójában  | Boy A                               | Chris        | Előd Álmos      |
| 2008 |                  | Telstar: The Joe Meek Story         | Billy Kuy    |                 |
| 2009 |                  | Dread                               | Quaid        |                 |
| 2009 |                  | Princess Kaiulani                   | Clive Davies |                 |
| 2011 | Sérült lelkek    | Wreckers                            | Nick         | Zámbori Soma    |
| 2011 |                  | Archaeology (rövidfilm)             | Noah         |                 |
| 2014 | Vészforgatókönyv | War Book                            | Tom          | Márkus Sándor   |

### Televízió
| Év        | Magyar cím                          | Eredeti cím             | Szerep              | Megjegyzések                             |
| --------- | ----------------------------------- | ----------------------- | ------------------- | ---------------------------------------- |
| 2001      |                                     | Sam's Game              | Tom                 | 2 epizód                                 |
| 2002      |                                     | Teachers                | John Paul Keating   | minisorozat (10 epizód)                  |
| 2002      |                                     | The Project             | Andy Clark          | tévéfilm                                 |
| 2005      | A szűz királynő                     | The Virgin Queen        | Earl of Southampton | minisorozat (2 epizód)                   |
| 2006      |                                     | Murder City             | Ryan Everitt        | 1 epizód                                 |
| 2007      | George Gently – Igazság vagy gazság | Inspector George Gently | Lawrence Elton      | 1 epizód                                 |
| 2009      | Porrá leszünk                       | Ashes to Ashes          | P.C. Kevin Hales    | 2 epizód                                 |
| 2009      | Gengszterbirodalom                  | The Take                | Jimmy Jackson       | minisorozat (4 epizód)                   |
| 2010      |                                     | Come Rain Come Shine    | David Mitchell      | tévéfilm                                 |
| 2011      | Jog/Ászok                           | The Defenders           | Ricky Hall          | 1 epizód                                 |
| 2011      |                                     | Monroe                  | Lee Bannister       | 1 epizód                                 |
| 2012      |                                     | Whitechapel             | Sly Driscoll        | 2 epizód                                 |
| 2012      |                                     | Silk                    | Daniel Lomas        | 3 epizód                                 |
| 2012      |                                     | The Last Weekend        | Ian                 | minisorozat (3 epizód)                   |
| 2012–2023 | Oxfordi gyilkosságok                | Endeavour               | Endeavour Morse     | főszereplő (36 epizód)                   |
| 2015      | Lady W botrányos élete              | The Scandalous Lady W   | Sir Richard Worsley | - tévéfilm - magyar hangja: Zámbori Soma |
| 2021      |                                     | Vigil                   | Elliot Glover       | főszereplő (6 epizód)                    |

## Fordítás
- Ez a szócikk részben vagy egészben a Shaun Evans című angol Wikipédia-szócikk fordításán alapul.  Az eredeti cikk szerkesztőit annak laptörténete sorolja fel. Ez a jelzés csupán a megfogalmazás eredetét és a szerzői jogokat jelzi, nem szolgál a cikkben szereplő információk forrásmegjelöléseként.